# Andisiwe Mgcoyi
Andisiwe Mgcoyi (sinh ngày 16 tháng 6 năm 1988) là một cầu thủ bóng đá người Nam Phi, đóng vai trò là tiền đạo cho đội bóng của Sasol League Mamelodi Sundowns, được cho mượn từ 2. câu lạc bộ Bundesliga 1. FC Saarbrücken. Cô là thành viên đội bóng đá nữ quốc gia Nam Phi tham gia Thế vận hội London 2012.

## Sự nghiệp

### Cấp Câu lạc bộ
Mgcoyi chơi cho Mamelodi Sundowns thuộc Liên đoàn Sasol ở Nam Phi. Cô gia nhập Nové Zámky vào mùa giải 2012/2013 và ngay lập tức trở thành tìm được cảm giác săn bàn, ghi đến 13 bàn sau 10 trận để kết thúc với tư cách là cầu thủ ghi bàn hàng đầu thứ hai của câu lạc bộ và cũng giúp câu lạc bộ giành chức vô địch Giải nhất Giải bóng đá nữ Slovak lần đầu tiên. Cô cũng là thành viên tham gia cho câu lạc bộ của mình trong vòng loại UEFA Bóng đá nữ Champions League và tính đến ngày 12 tháng 8 năm 2013, cô ghi được 1 bàn thắng trong 3 trận đấu. Sau khi rời Nové Zámky, Mgcoyi đã tham gia chơi bóng trong một thời gian ngắn cho đội bóng Hungary Dorogi Diófa, trở lại Mamelodi Sundowns và gần đây nhất là được đem cho mượn cho đội bóng Đức 1. FC Saarbrücken.

### Cấp độ Quốc tế
Mgcoyi cũng là "công cụ" trong nhiệm vụ của Nam Phi để chiến tháng Giải vô địch nữ châu Phi 2012 sau khi kết thúc giải với vị trí thứ hai lần lượt vào hai lần tổ chức năm 2006 và 2008. Cô là mũi nhọn của đội khi cô lập hat-trick trước Cộng hòa dân chủ Congo thắng 4-1 nhưng đội thua Guinea Xích Đạo trong trận chung kết.